# Gōgen Yamaguchi
Gōgen Yamaguchi (山口 剛玄, Yamaguchi Gōgen), Hanshi 10e dan karaté, est un des membres fondateurs de la prestigieuse Kokusai Budoin. Il est né le 20 janvier 1909, dans la ville de Kagoshima à Kyushu et mort le 20 mai 1989. À l'école, il pratiquait le kendo et a commencé son étude du karaté avec Maître Seko Iga, un élève de Maître Miyagi, de Okinawa. Ce Maître, pratiquant de Goju, fut séduit par l'attitude sérieuse de Yamaguchi et son goût pour l'épreuve physique. Il lui apprit tout ce qu'il savait du système Goju.Yamaguchi a établi son premier club de karaté à l'Université Ritsumeikan à Kyōto, tout en poursuivant ses études de droit. Très rapidement, son dojo devint célèbre dans la ville entière pour son entraînement difficile et ses exercices de respiration intensifs.Yamaguchi eut alors l’idée de libérer cette pratique et ébaucha les premières étapes de ce que nous connaissons aujourd'hui comme étant le jiyu kumite (combat libre). Il établit des règlements précis pour codifier les confrontations. Plusieurs de ces règlements sont encore aujourd’hui en vigueur dans le karaté de compétition.

## La rencontre avec Miyagi
En 1931, Gōgen Yamaguchi rencontre le fondateur du style Goju, le maître Chojun Miyagi. Cette rencontre a eu l’effet d’un profond bouleversement dans les convictions de Yamaguchi sur son karaté. Yamaguchi avait seulement considéré jusque-là le côté dur du Goju. Après avoir rencontré le Maître Miyagi, il  commença à chercher des sensations autant spirituellement que physiquement. Maître Miyagi fut impressionné par Yamaguchi qui semblait maîtriser l'aspect dur du gōjū-ryū et il le surnomma Gōgen. (ce qui voulait dire « Brut »). Son prénom était Jitsumi. Chojun Miyagi  nomma Gōgen Yamaguchi comme son successeur pour les écoles de Goju-ryu au Japon.
Les années 1935 à 1945 qui suivirent furent marquées par le conflit russo-japonais puis la seconde guerre mondiale. Yamaguchi fut emprisonné en Mongolie pendant deux ans. À son retour au Japon, Yamaguchi est devenu l'un des personnages les plus fascinants de l'histoire du karaté. Ses mouvements rapides et gracieux mais aussi sa position de combat préférée, Neko Ashi Dachi lui valurent le surnom de « chat ».
Les contributions du Maître Yamaguchi au système Goju et au karaté en général sont considérables. Sous sa direction, l’International Karate-Do Goju-Kai Association (I.K.G.A) a vu le jour. Yamaguchi a, de même,  introduit les Kata Taikyoku au système du gōjū-ryū afin de préparer ses nouveaux étudiants à aborder des katas plus avancés. Il a également combiné karaté et pratiques spirituelles en incorporant le Yoga et le Shinto dans le Goju-ryu. Il pensait que corps et esprit ont une relation mutuelle qu'il nous est possible d'explorer grâce à des exercices de respiration et de concentration, pour ainsi comprendre l'essence des arts martiaux. C'est pour cette raison que le système Goju présente plusieurs techniques de respiration appelées ibuki. Yamaguchi est un des seuls hommes à avoir affecté si profondément le développement et l'épanouissement du karate-Do. Maître du Yoga et prêtre du Shinto, Yamaguchi a réussi à unifier le go et le ju. Maître Gōgen Yamaguchi, 10e Dan, peut être considéré comme étant une véritable légende du karaté.